# Akech (reine)
 (juillet 2024).
Akech est une dirigeante de l’Afrique de l’Est qui a prospéré de 1760 à 1787.

## Biographie
Akech est la seconde épouse de Rwoth Nyabongo, dirigeant de la chefferie de Paroketu. La ligne de succession royale est jusqu'alors patrilinéaire et, en temps voulu, Nyabongo est remplacé par Jobi, le fils aîné d'Akura, son épouse aînée. Akech, cependant, jouit d'une position dans la direction religieuse, ce qui augmente sa position royale, et elle a utilisé ce privilège pour consolider son propre pouvoir. Par conséquent, en 1760, elle a acquis une notoriété politique, non seulement en tant qu'épouse du chef et chef rituelle, mais aussi en tant que mère du successeur au trône. Son fils Roketu est arrivé plus tard[Quand ?] au pouvoir. Son peuple est alors connu sous le nom de Pa-Akech, ou « peuple d'Akech », et reconnaissent le fait qu'elle a fondé une dynastie régnante. On ne sait rien d'autre d'Akech, si ce n'est qu'elle est membre du clan des Bunyoro.